# ميخائيل هوكينز
ميخائيل هوكينز (بالإنجليزية: Michael Hawkins)‏ هو ممثل أمريكي، ولد في 12 أغسطس 1935 في هارلم في الولايات المتحدة.

## وصلات خارجية
- ميخائيل هوكينز على موقع IMDb (الإنجليزية)
- ميخائيل هوكينز على موقع قاعدة بيانات برودواي على الإنترنت (الإنجليزية)
- ميخائيل هوكينز على موقع قاعدة بيانات الفيلم (الإنجليزية)